# Searlesita
La searlesita es un mineral de la clase de los filosilicatos. Fue descubierta en 1914 en el lago Searles del condado de San Bernardino, en el estado de California (EE. UU.), siendo nombrada así en honor de John W. Searles, explorador estadounidense.

## Características químicas
Es un boro-silicato hidroxilado de sodio, con anillos de tetraedros de sílice de seis miembros conectados. Las hojas que contiene esta estructura contiene cadenas de polisilicatos similares al piroxeno que están unidas mediante tetraedros de borato, por lo que se clasificaría como un filo-boro-silicato. Según esto, la forma correcta de escribir el anión sería con los protones unidos a dos átomos de oxígeno: BSi2O5(OH)2.
Además de los elementos de su fórmula, suele llevar como impurezas: aluminio, hierro, magnesio y agua.

## Formación y yacimientos
Comúnmente intercaladas en los esquistos bituminosos o en margas, también se forma en los depósitos de evaporitas conteniendo boro de tipo alcalino continental, y más rara vez en las cavidades de fonolita en pegmatitas alcalinas.
Suele encontrarse asociado a otros minerales como: shortita, trona, pirita o en ópalo.